# Paul Gasq
Paul Jean-Baptiste Gasq, né à Dijon le 30 mars 1860 et mort à Paris le 28 octobre 1944, est un sculpteur français.

## Biographie
Paul Gasq est né à Dijon, rue de la Gare, maison Andriot. Il est le fils de Joseph Gasq, employé du chemin de fer et domicilié habituellement au 2, rue de Perrache à Lyon, et de son épouse Ursule Jacotot, sans profession.
Il est élève à l'école des beaux-arts de Dijon puis, à partir de 1879, à l'École nationale supérieure des beaux-arts de Paris. Lauréat du premier prix de Rome de sculpture en 1890, il devient pensionnaire de la villa Médicis à Rome de 1891 à 1894.
Au Salon des Artistes français, il obtient une médaille de seconde classe en 1893, une médaille de première classe en 1896 et la médaille d'honneur en 1911. 
Membre de l'Académie des beaux-arts à partir de 1935 (fauteuil 6), il est conservateur du musée des Beaux-Arts de Dijon de 1932 jusqu’en 1943.
Paul Gasq meurt en 1944 dans le 17e arrondissement de Paris. Il est provisoirement inhumé au cimetière des Batignolles, puis transféré au cimetière des Péjoces de Dijon.

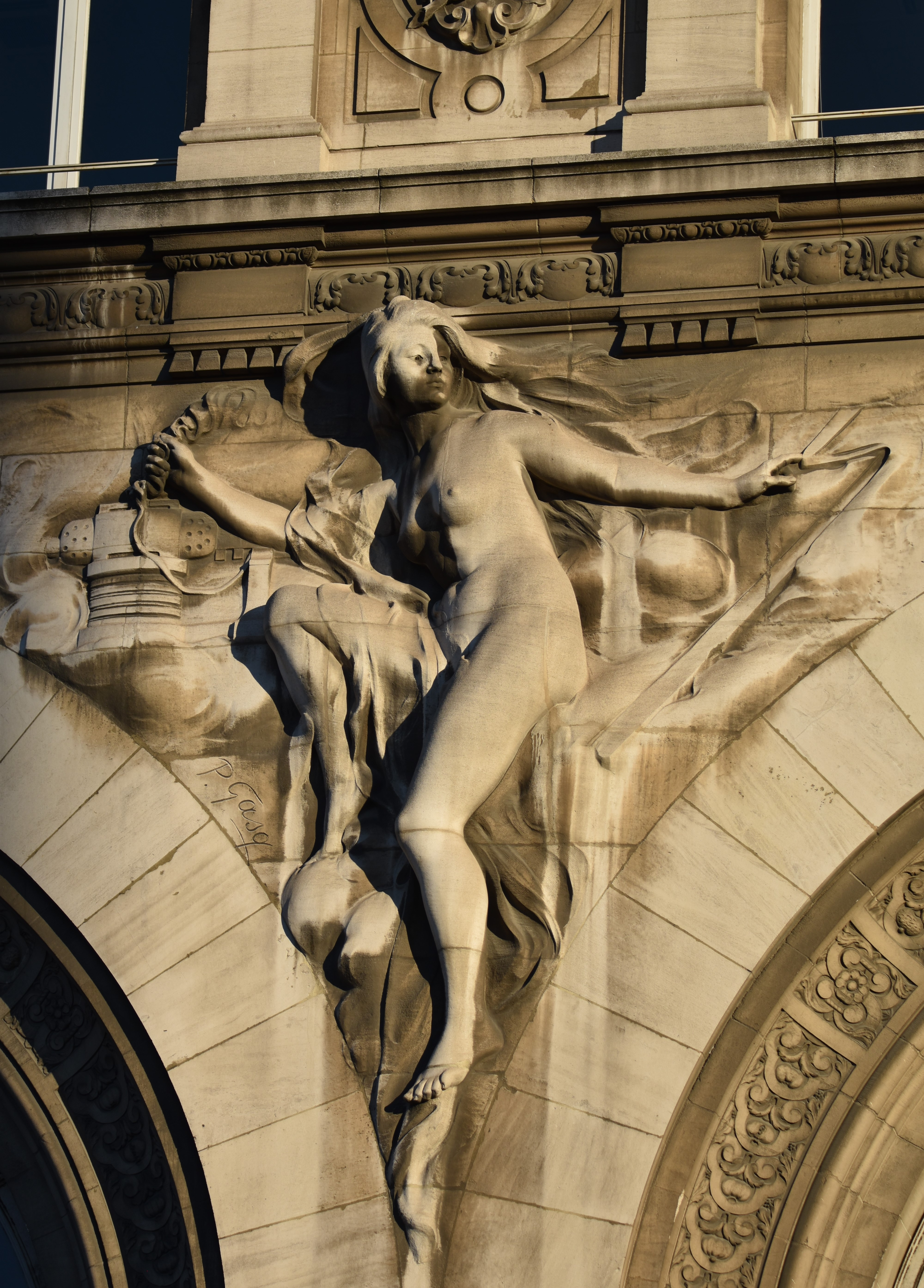
Allégorie de l’électricité (1899), façade de la gare de Lyon, Paris.

## Œuvres
| Date               | Titre                                                            | Description | Lieu de conservation | Image                                           |
| ------------------ | ---------------------------------------------------------------- | --- | --- | ----------------------------------------------- |
| 1893-1896          | Médée                                                            | Statue en marbre. | Paris, jardin des Tuileries (depuis 1904). | Médée                                           |
| 1899               | La Douleur                                                       | Statue en marbre du Monument à Sadi Carnot de Mathurin Moreau. | Dijon, place de la République. | La Douleur                                      |
|                    | La Gloire                                                        | Statue en bronze surmontant le Monument à Sadi Carnot | Dijon, place de la République. | La Gloire                                       |
| 1900               | Le Réveil de la Source                                           | Statue en marbre d'une jeune femme s'éveillant | Brochon, vestibule du château |                                                 |
| 1900               | Tombeau de Monseigneur Rivet                                     | Cénotaphe de l'évêque de Dijon Mgr Rivet (1796-1884) | Dijon, cathédrale Saint-Bénigne, bas-côté nord | Tombeau de Monseigneur Rivet                    |
| 1900               | La Révélation artistique ou l'Art et la Nature ou La Sculpture   | Groupe en marbre d'une hauteur de 4,80 m, au-dessus du pylône de gauche. Un sculpteur dévoile son œuvre qui semble prendre vie. | Paris, Grand Palais, à gauche de l'entrée . | La Sculpture                                    |
| 1901               | Tombeau d'Eugène Spuller                                         | Groupe en marbre. | Paris, cimetière du Père-Lachaise, 65e division. | Tombeau d'Eugène Spuller                        |
| 1904               | Monument à Bossuet                                               | Statue en marbre, en collaboration avec Mathurin Moreau et Xavier Schanosky pour la réalisation du piédestal. Le monument est installé au chevet de l'église Saint-Jean place Bossuet en 1921. | Dijon, place Bossuet. | Monument à Bossuet                              |
| 1905-1906          | Fontaine Subé                                                    | Groupe en marbre, en collaboration avec Paul Auban et Louis Baralis, représentant le Commerce et l'Industrie de la Champagne. | Reims, place Drouet-d'Erlon. | Monument à Bossuet                              |
| Entre 1907 et 1909 | Le Jour et la Nuit                                               | Bas-relief encadrant l'horloge de l'hôtel des Postes, place Grangier, construit de 1907 à 1909 par Louis Perreau. | Dijon, place Grangier | Le Jour et la Nuit                              |
| 1911               | Tony Noël                                                        | Buste et bas-relief (disparu) en bronze ornant la sépulture du sculpteur. | Paris, cimetière du Père-Lachaise, 35e division. | Tony Noël                                       |
| Entre 1912 et 1916 | Médaillon représentant les époux Grangier, et statue de La Bonté | Médaillon, et statue en marbre, faisant initialement partie du Monument aux époux Grangier inauguré en 1916. | Dijon. Statue installée à l'origine sur la place Grangier, déplacée sur le site du Centre gériatrique de Champmaillot de 1967 à 1983, déposée dans les ateliers municipaux jusqu'en 2009, puis réinstallée à Champmaillot en 2009. | La Bonté                                        |
| Vers 1920          | Monument à Henri Chardon                                         | Statue en marbre non poli, 245 × 210 cm. Soldat mourant tendant un bras vers la Victoire voilée tenant une couronne de lauriers. Le bras gauche de la Victoire est cassé. « À la mémoire d'Henri Chardon sous-lieutenant au 15e Chasseurs à Pied tué le 22 août 1918 et en souvenir de tous ceux qui sont tombés à l'aube de la victoire ». | Thann, érigé à l'origine sur l'actuelle place De Lattre de Tassigny, réérigé sur la rue Marsilly, face au pont du musée des Amis de Thann.                                                                                         |                                                 |
| 1923               | Christ du Sacré-Cœur                                             | Statue en calcaire blanc. | Saint-Quentin, basilique Saint-Quentin. |                                                 |
| 1924               | Le Départ                                                        | Haut-relief en pierre. Le Départ est l'une des figures du Monument de la Victoire et du Souvenir réalisé avec trois autres sculpteurs bourguignons : Henri Bouchard, Jean Dampt et Eugène Piron. | Dijon, allées du Parc. | Monument de la Victoire et du Souvenir à Dijon. |
| 1931               | Monument aux époux Grangier                                      | Monument en calcaire rose, orné d'un médaillon en marbre blanc des époux Grangier. Réalisé à une date inconnue et inauguré en 1931 à l'hôpital. | Hôpital de Nuits-Saint-Georges |                                                 |
| 1932               | Fontaine monumentale                                             | Vasques en marbre. Fontaine dédiée aux dieux marins. | Paris, square Louise-Michel. |                                                 |
| 1933               | Monument à Paul Cabet                                            | Buste en bronze. | Nuits-Saint-Georges, beffroi. |                                                 |
| 1938               | Eugène Piron                                                     | Médaillon représentant le sculpteur, élève de Paul Gasq. | Dijon, square Darcy | Eugène Piron                                    |
|                    | Stucs                                                            | | Beaulieu-sur-Mer, villa Kérylos, actuellement Fondation Théodore Reinach |                                                 |
|                    | Félix Vormèse                                                    | Buste en bronze | Nice, cimetière du Château. |                                                 |
|                    | Gisant de Françoise d'Orléans, duchesse de Chartres              | Statue en marbre. | Dreux, chapelle royale située dans l'enceinte du château de Dreux. | Détail du Gisant de la duchesse de Chartres     |
|                    | Charles Mazeau.                                                  | Buste en marbre. | Paris, Cour de cassation, 5, quai de l'Horloge. |                                                 |
|                    | Louis Carrier-Belleuse et Madame Louis Carrier-Belleuse.         | Portraits en médaillon en bronze du peintre et sculpteur Louis Carrier-Belleuse (1848-1913) et de son épouse, ornant leur sépulture. | Paris, cimetière Saint-Vincent. |                                                 |